# Phlomis vuralii
Phlomis vuralii là một loài thực vật có hoa trong họ Hoa môi. Loài này được Dadandi mô tả khoa học đầu tiên năm 2003.